# Eretmocerus tejanus
Eretmocerus tejanus är en stekelart som beskrevs av Rose och Gregory Zolnerowich 1997. Eretmocerus tejanus ingår i släktet Eretmocerus och familjen växtlussteklar.
Artens utbredningsområde är Martinique. Inga underarter finns listade i Catalogue of Life.